# Buenavista, Texistepec
Buenavista är en ort i Mexiko.   Den ligger i kommunen Texistepec och delstaten Veracruz, i den sydöstra delen av landet, 500 km öster om huvudstaden Mexico City. Buenavista ligger 14 meter över havet och antalet invånare är 103.
Terrängen runt Buenavista är platt. Runt Buenavista är det ganska glesbefolkat, med 30 invånare per kvadratkilometer. Närmaste större samhälle är Oluta, 19,9 km nordväst om Buenavista. Trakten runt Buenavista består till största delen av jordbruksmark.